# Església Ortodoxa Búlgara
L'Església Ortodoxa Búlgara (búlgar: Българска православна църква, Bàlgarska pravoslavna tsarkva), és una de les esglésies ortodoxes autocèfales. El seu màxim representant porta el títol de Patriarca de tot Bulgària. Gràcies al reconeixement pel Patriarcat de Constantinoble de l'autocefàlia búlgara l'any 927, va convertir-se en el primer patriarcat eslau de la història.

## Història

### Cristianització
L'Església de Bulgària té el seu origen en les primeres comunitats i esglésies creades als Balcans ja en els primers segles del cristianisme, que al segle i arribà a la regió pels apòstols Pau i Andreu. A principis del segle iv, el cristianisme s'hi havia convertit en la religió dominant. Ciutats com Sàrdica (Sofia), Philipopolis (Plòvdiv), Odessus ( Varna) i Adrianòpolis (Edirne) eren centres importants del cristianisme a l'Imperi Romà.
Les incursions i ràtzies bàrbares dels segles IV i v, i l'establiment dels eslaus i búlgars en el VI i el VII suposaren danys considerables a l'organització eclesiàstica cristiana, però no la destruïren. A mitjans del segle ix, la majoria dels eslaus búlgars, especialment els que vivien a Tràcia i Macedònia, van ser cristianitzats. El procés de conversió també arribà a la noblesa búlgar, i la conversió de Borís I el 864 suposà un pas definitiu cap a la constitució d'una església búlgara.

### Establiment

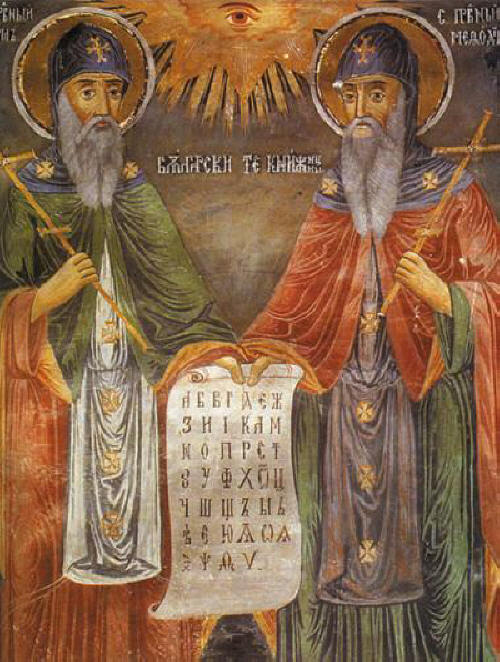
Ciril i Metodi

Borís I creia que el progrés cultural i la sobirania i el prestigi d'una Bulgària cristiana podria aconseguir-se a través d'un clergat il·lustrat governat per una Església autocèfala. Amb aquesta finalitat, va maniobrar entre el Patriarcat de Constantinoble i el papa romà per a un període de cinc anys, fins que l'any 870, el Quart Concili de Constantinoble concedia als búlgars un arquebisbat búlgar autònom. L'Arquebisbat tenia la seva seu a la capital búlgara Pliska, i la seva diòcesi abastava tot el territori de l'Estat búlgar. L'estira-i-arronsa entre Roma i Constantinoble es va resoldre posant l'arquebisbat de Bulgària sota la jurisdicció del Patriarca de Constantinoble, de qui va obtenir el seu primer primat, el seu clergat i els llibres de teologia.
Encara que l'Arquebisbat gaudia d'una autonomia interna completa, els objectius de Borís I tot just es compliren. La litúrgia grega oferta pel clergat romà d'Orient no va promoure el desenvolupament cultural dels búlgars, ni la consolidació de l'Estat búlgar, que a la llarga hagués produït una pèrdua d'identitat dels búlgars. Així, Borís I va veure en l'arribada el 886 d'alguns dels deixebles dels germans Ciril i Metodi, com Sant Gorazd, com una oportunitat. Els va encarregar la instrucció dels futurs sacerdots de Bulgària en l'alfabet glagolític, i en la litúrgia eslava de Ciril, que es basava en la llengua vernacla dels eslaus macedonis de la regió de Salònica. El 893, Borís I va expulsar els religiosos grecs del país i va ordenar la substitució de la llengua grega per l'eslau-búlgar.

### Autocefàlia
Després de dues victòries decisives de Bulgària sobre els romans d'Orient a Aqueloos (prop de l'actual ciutat de Pomòrie) i Katasyrtai (prop de Constantinoble), el govern va declarar l'autocefàlia de l'Arquebisbat, elevat al rang de Patriarcat en un concili celebrat el 919. Després que búlgars i romans d'Orient signessin un acord de pau el 927, el Patriarcat de Constantinoble va reconèixer l'estatus de l'Església Autocéfala Ortodoxa de Bulgària, així com la seva dignitat patriarcal. El Patriarcat de Bulgària va ser la primera Església Ortodoxa autocéfala eslava, anterior a l'autocefàlia sèrbia (1219) i russa (1596). Representava el sisè patriarcat que s'afegia a la pentarquia de patriarcats cristians. La seu del Patriarcat fou la nova capital de Bulgària, Preslav. El Patriarca és probable que hagi residit a la ciutat de Drastar (Silistra), un vell centre cristià conegut pels seus màrtirs i tradicions cristianes.

### L'Arquebisbat d'Ohrid
El 5 d'abril del 972, l'emperador romà d'Orient Joan I Tsimiscés va conquerir i cremar Preslav, capturant el tsar Borís II de Bulgària. El Patriarca Damy va aconseguir fugir, al principi per Sredetz (Sofia), a l'oest de Bulgària. En els propers anys, la residència dels patriarques de Bulgària va sanar lligada a l'evolució de la guerra entre la següent dinastia monàrquica búlgara, els Comitopuli, i l'Imperi Romà d'Orient. El Patriarca Germà va residir a Moglen, Vodena (Eges) (al nord de l'actual Grècia occidental), i Prespa (avui dia al sud de Macedònia del Nord). Al voltant del 990, el patriarca següent, Felip, es va traslladar a Ohrid (a l'actual sud-oest de Macedònia del Nord), que es va convertir en la seu permanent del Patriarcat.
Després de la caiguda de Bulgària sota domini de l'Imperi Romà d'Orient el 1018, l'emperador Basili II Bulgaròcton reconeix la condició autocèfala de l'Església búlgara. Mitjançant decrets especials, el seu govern va establir-ne els límits, les diòcesis, la propietat i d'altres privilegis. L'església va ser privada del seu títol patriarcal i reduïda al rang d'arquebisbat. Encara que el primer arquebisbe a ser nomenat, Joan de Debar, era búlgar, els seus successors, així com el conjunt de l'alt clergat, van ser grecs. Els monjos i els sacerdots comuns continuaren sent majoritàriament búlgars. En gran manera, l'arquebisbat conservà el seu caràcter nacional, va confirmar la litúrgia eslava i va continuar la seva contribució al desenvolupament de la literatura búlgara. L'autocefàlia de l'Arquebisbat d'Ohrid va ser respectada sent durant els períodes de domini romà d'Orient, búlgar, serbi i otomà, fins a la seva abolició el 1767.

### El patriarcat de Tírnovo
Com a resultat de l'èxit de l'aixecament dels germans Pere IV i Ivan Asen I el 1185 i 1186, el Segon Imperi Búlgar va establir la seva capital a Tírnovo. Seguint el principi de la indissociable unitat entre la sobirania de l'Estat i l'Autocefàlia de l'Església, els dos germans van prendre mesures per restaurar el Patriarcat de Bulgària. Per començar, es va establir un arquebisbat independent a Tirnovo el 1186. La lluita per aconseguir-ne el reconeixement canònic, i elevar-lo a Patriarcat, s'allargà 50 anys. Seguint l'exemple de Borís I, Kaloian va negociar amb el Patriarca de Constantinoble i el Papa Innocenci III. Aquest darrer proclamà el 1203 l'arquebisbe Basili com a arquebisbe primat de tota Bulgària i Valàquia, i el vincle amb l'Església Catòlica Romana s'allargà durant més de tres dècades.
Sota el regnat d'Ivan Asen II (1218-1241) es van crear les condicions per a finalitzar la unió amb Roma i per al reconeixement de la condició autocèfala ortodoxa de l'Església búlgara. El 1235 es va celebrar a Lampsakos un consell de l'església, sota la presidència de Germà II, Patriarca de Constantinoble, i amb el consentiment de tots els Patriarques orientals, el Consell va confirmar la dignitat patriarcal de l'Església búlgara i va consagrar l'arquebisbe Germà com a patriarca.
Tot i la disminució de la diòcesi del Patriarcat de Tírnovo, a finals del segle xiii, conservava la seva rellevància dins de l'Església Ortodoxa, com ho mostra el fet que fou el patriarca de Tirnovo qui va confirmar la dignitat patriarcal de l'Església Ortodoxa Sèrbia el 1346, malgrat les protestes de la Constantinoble. Sota la seva influència, el segle xiv es va desenvolupar una destacada escola literària, amb estudiosos com el Patriarca Eftimi, Gregori Tsamblak, o Constantí de Kostenets. Altres expressions artístiques, com la pintura o l'arquitectura, també destacaren durant el període.

### Període otomà (1396-1878)
Després de la caiguda de Tírnovo davant dels otomans el 1393, i l'exili del Patriarca Eftimi, l'organització de l'església va ser destruïda de nou, essent subordinada al Patriarcat de Constantinoble. El seu paper va ser reduït a la mínima expressió, i el cristianisme es va convertir en una pràctica difícil per a la població; rarament es permetia la construcció de noves esglésies, i de fet moltes esglésies i monestirs van ser destruïts o convertits en mesquites. Tan sols alguns monestirs búlgars van ser autoritzats pel sultà a mantenir les seves activitats. Per exemple, el Monestir de Rila, al que Baiazet I concedí el 1402 diversos provilegis. El clergat grec tornà a utilitzar la seva llengua en la litúrgia, i l'antic búlgar quedà relegat. Els monestirs van ser decisius en la preservació de la llengua i la consciència nacional búlgara al llarg d'aquest període. Especialment importants foren els monestirs del Pintor i d'Khilandar al Mont Atos, així com els de Rila, Troyan, Etropole, Dryanovo i Cherepish a Bulgària. El 1757 un decret del sultà abolí l'Arquebisbat d'Ohrid, l'autocefàlia del qual s'havia respectat fins aleshores.

### L'Exarcat Búlgar

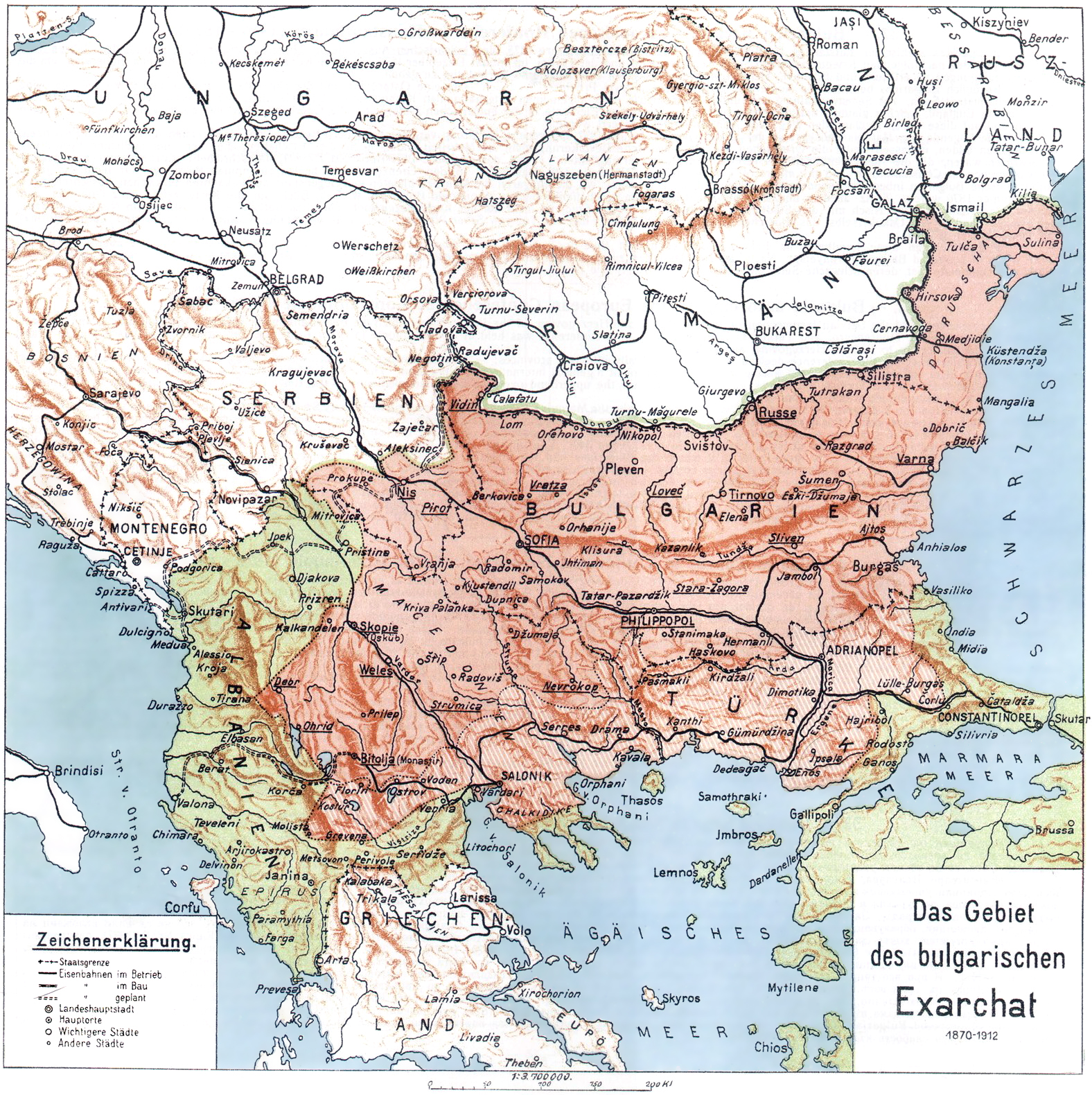
Mapa de l'Exarcat Búlgar

El descontentament amb la supremacia del clergat grec va començar a esclatar en diverses diòcesis de Bulgària durant la dècada de 1820, i el 1850, s'inicià una lluita per a reemplaçar aquest clergat per búlgars. La necessitat d'autonomia respecte al Patriarcat de Constantinoble era vista com a fonamental per a l'assoliment de drets per als búlgars en l'Imperi Otomà, degut a la identificació entre nacionalitat i religió. La lluita entre els búlgars, dirigits per Neòfit Bozveli i Hilarion Makariopolski, i els grecs, es va intensificar al llarg de la dècada de 1860. A finals de la dècada, els bisbats de Bulgària havien expulsat a la majoria dels clergues grecs, de manera que la totalitat del nord de Bulgària, així com la zona nord de Tràcia i Macedònia esdevenien autònomes de facto. El govern otomà restaurà el Patriarcat de Bulgària amb el nom de d'Exarcat Búlgar mitjançant un decret del soldà Abdülâziz promulgat el 28 de febrer de 1870. Les fronteres de l'Exarcat s'estenien per l'actual nord el nord de Bulgària (Mèsia), Tràcia (sense el vilayet d'Adrianòpolis), així com sobre el nord-oest de Macedònia oriental. Després que la població cristiana dels bisbats de Skopje i Ohrid va votar el 1874 aclaparadorament a favor de l'adhesió de l'Exarcat, l'Exarcat búlgar s'adherí la totalitat del Vàrdar i la Macedònia Pirin. L'Exarcat estava representat en el conjunt del sud de Macedònia i el vilayet d'Adrianòpolis per vicaris, arribant doncs a tots els districtes de Bulgària a l'Imperi Otomà. El Patriarcat de Constantinoble es van oposar al canvi, i el 1872 va declarar cismàtic l'exarcat, així com heretges als seus adherents, declaració que es va mantenir fins al 1945.
El primer exarca búlgar fou Antim I, que va ser elegit pel Sínode de l'Exarcat el 16 de febrer de 1872. Després de l'esclat de la Guerra russo-turca (1877–1878), hagué d'exiliar-se a Ankara el 24 d'abril de 1877, i va ser enviat a l'exili a Ankara. El seu successor, Josep I, aconseguí consolidar una àmplia xarxa educativa búlgara en els territoris de les seves diòcesis. El 1895, la Constitució de Tarnovo va establir formalment l'Església Ortodoxa de Bulgària com la religió nacional. Després de la Primera Guerra Mundial, en virtut dels tractats de pau, l'Exarcat búlgar va ser privat de la seva diòcesi a Macedònia i Tràcia. L'exarca Josep I traslladà el 1913 la seva seu d'Istanbul a Sofia. Després de la seva mort, el 1915, l'Església búlgara no aconseguí nomenar-ne un successor estable fins al cap de tres dècades.

### Restauració del Patriarcat

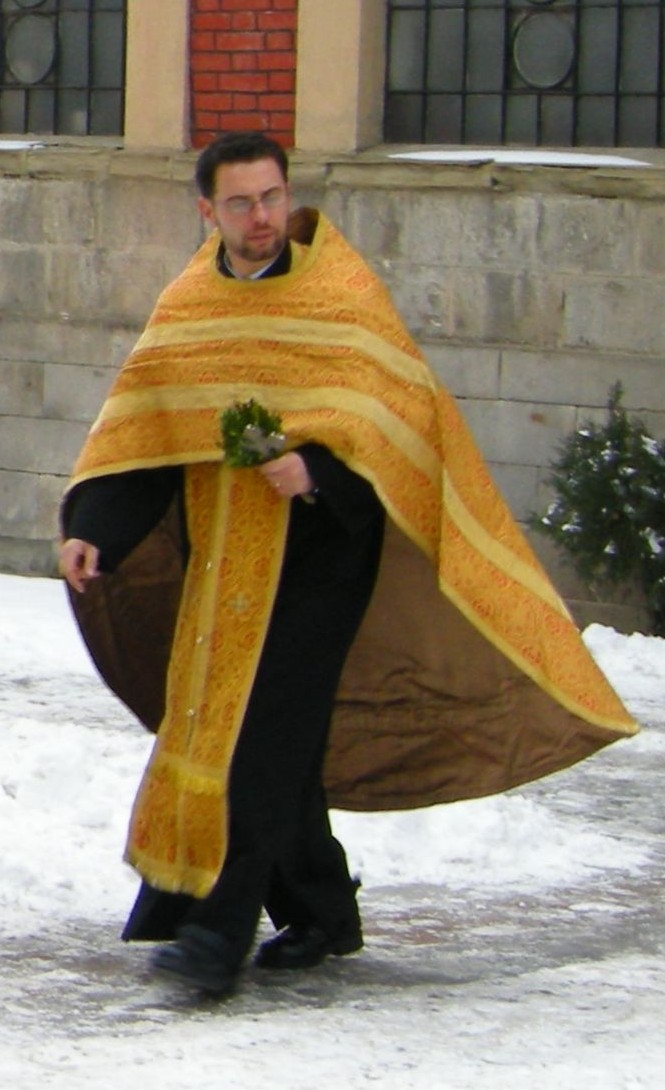
Un sacerdot de l'actual Església Ortodoxa Búlgara

Després de la Segona Guerra Mundial, es van donar les condicions per a la restauració del Patriarcat búlgar i l'elecció d'un nou primat. El 1945, el Patriarcat de Constantinoble va reconèixer l'autocefàlia de l'Església búlgara. El 1950, el Sant Sínode va aprovar un nou estatut que va aplanar el camí per al restabliment del Patriarcat i el 1953, va triar el Metropolità de Plòvdiv, Ciril, com a nou Patriarca de Bulgària. Després de la mort del Patriarca Ciril, el 1971, ocupà el seu lloc el Metropolità de Lovech, Maximos, actual patriarca.
El règim del comunisme búlgar (1944-1989) treballà per al control de l'església, en lloc de destruir-la, pel seu pes històric i nacionalista per als búlars. No obstant això, els primers anys de la postguerra van ser durs per als jerarques búlgars. Durant el període 1944-1947, l'Església va ser privada de la competència en assumptes de matrimoni, divorci, emissió de certificats de naixement i mort, i altres sagraments que anteriorment eren reconeguts per l'Estat. L'estudi del catecisme i la història de l'església van ser eliminats dels programes escolars, i s'inicia una campanya de d'intimidació d'alguns sectors del clergat. El bisbe Borís va ser assassinat, Egumenius Kalistrat, administrador del monestir de Rila, va ser empresonat, i altres membres del clergat van ser assassinats o acusats de delictes contra l'Estat. Els comunistes reemplaçaren a tots els clergues que es van negar a donar suport a les polítiques del règim. L'exarca Stefan, coautor d'un llibre el 1948 que va ser considerat anti-comunista, fou desterrat. Des d'aquells anys, fins a la dissolució de la Unió Soviètica i el col·lapse del comunisme el 1989, l'Església búlgara i el Partit Comunista Búlgar van coexistir recolzant-se. El partit va donar suport al pas de l'Exarcat al Patriarcat el maig de 1953. La commemoració del 1970 va servir per recordar que l'Exarcat (que va conservar les seves fronteres jurisdiccionals fins després de la Primera Guerra Mundial) incloïa Macedònia i Tràcia, a més de l'actual Bulgària. Per aquest motiu, l'Església búlgara mai ha reconegut l'Arquebisbat d'Ohrid de l'Església Ortodoxa de Macedònia.

## Organització

### Eparquies

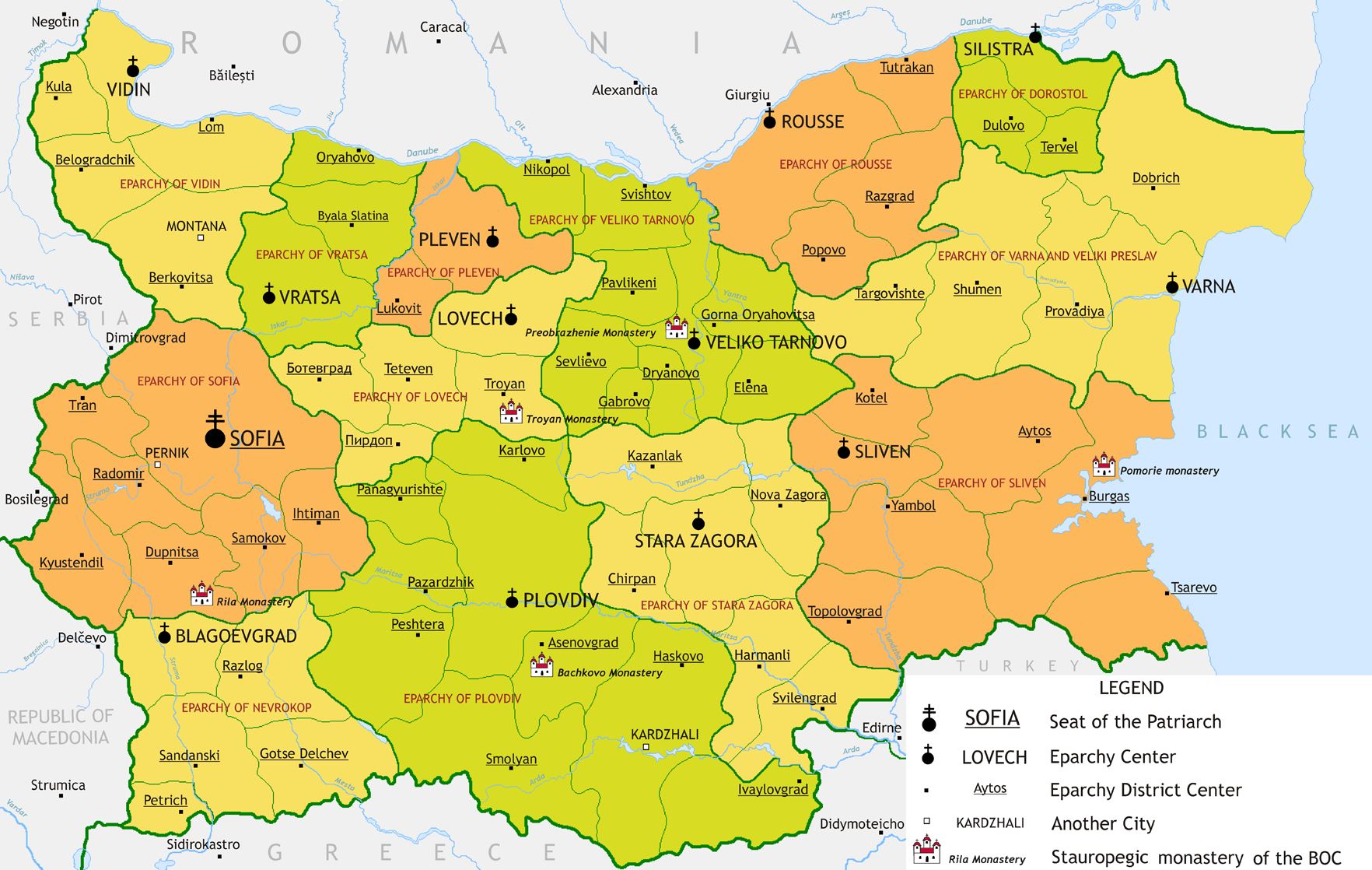
Eparquies de l'Església Ortodoxa Búlgara

L'Església búlgara està organitzada a Bulgària en tretze diòcesis o eparquies amb el seu corresponent bisbe:
- Vidin (Видинска епархия)
- Vratsa (Врачанска епархия)
- Lòvetx (Ловчанска епархия)
- Veliko Tàrnovo (Търновска епархия)
- Dorostol (Доростолска епархия) (amb seu a Silistra)
- Varna i Veliki Preslav (Варненскa и Bеликопреславска епархия) (amb seu a Varna)
- Sliven (Сливенска епархия)
- Stara Zagora (Старозагорска епархия)
- Plòvdiv (Пловдивска епархия)
- Sofia (Софийска епархия)
- Nevrokop (Неврокопска епархия) (amb seu a Blagòevgrad)
- Pleven (Плевенска епархия)
- Russe (Русенска епархия)

Fora del país, té dues eparquies:
- Eparquia d'Europa Central i Occidental (amb seu a Berlín)
- Eparquia d'Amèrica, Canada i Austràlia (amb seu a Nova York)